# Ортега, Серхио
Се́рхио Эрнесто Арольдо Орте́га Альвара́до (исп. Sergio Ernesto Aroldo Ortega Alvarado; 2 февраля 1938, Антофагаста, Чили — 15 сентября 2003, Париж, Франция) — чилийский композитор и поэт, член Коммунистической партии Чили.
Автор песен «Venceremos», «El pueblo unido jamás será vencido», гимнов Радикальной партии Чили, Коммунистической молодёжи Чили и Единого профсоюзного центра трудящихся.

## Биография
Ученик Густаво Бесерры-Шмидта. Наиболее известен песнями  «Мы победим» ( Venceremos) и  «Единый народ никогда не будет побеждён» (El pueblo unido jamás será vencido). Оформил предвыборную программу Сальвадора Альенде в серию песен, альбом с которыми был записан группой Инти-Ильимани. Также Ортега написал множество других произведений для исполнителей «новой песни» Чили. Он был автором и крупных произведений, в том числе трилогии о Французской революции и оперы по «Звезде и смерти Хоакина Мурьеты» Пабло Неруды. После переворота 1973 года эмигрировал, работал в Париже, был директором Национальной школы музыки. В 1978 году посетил СССР, участвовал в фестивале «Красная Гвоздика».
В занятиях и мастер-классах Серхио Ортега по композиции принимали участие: Gustavo Baez (Густаво Баэс), Mirtru Escalona-Mijares (Миртру Эскалона-Михарес), Christine Groult(Кристина Гроульт), Adolfo Kaplan (Адольфо Каплан), Sergey Kutanin (Сергей Кутанин), Arthur Lavilla(Артур Лавилья), Clem Mounkala (Клем Мункала), Chañaral Ortega-Miranda (Чаньяраль Ортега-Миранда), Martín Pavlovsky (Мартин Павловски), Claire-Mélanie Sinnhuber (Клер-Мелани Синнхубер) и др.
Ортега умер от рака в возрасте 65 лет 15 сентября 2003 года в Париже , через четыре дня после 30-й годовщины государственного переворота. Его останки были репатриированы в Чили.